# Phare de Sidi Bouafi
Le phare de Sidi Bouafi est un phare situé dans la ville côtière de El Jadida, dans la région de Casablanca-Settat, au Maroc. Il est géré par le ministère de l'Équipement, du transport, de la logistique de l'eau.

## Histoire
Ce phare est une tour cylindrique blanche de 46 m de haut, avec galerie et lanterne noire. Il est érigé sur le point le plus haut de la ville, à 200 m du littoral, près du marabout[Quoi ?]Sidi Bouafi.
Il émet, à une hauteur focale de 65 m au-dessus du niveau de la mer, trois éclats blancs toutes les 5 secondes visible jusqu'à 62 kilomètres de distance.
Identifiant : ARLHS : MOR011 - Amirauté : D2588 - NGA : 23144 .